# Épannes
Épannes is een gemeente in het Franse departement Deux-Sèvres (regio Nouvelle-Aquitaine) en telt 776 inwoners (2005). De plaats maakt deel uit van het arrondissement Niort.

## Geografie
De oppervlakte van Épannes bedraagt 8,0 km², de bevolkingsdichtheid is 97,0 inwoners per km².
De onderstaande kaart toont de ligging van Épannes met de belangrijkste infrastructuur en aangrenzende gemeenten.

## Demografie
Onderstaande figuur toont het verloop van het inwonertal (bron: INSEE-tellingen).